# Moisés Hassan
Moisés Hassan Morales, né le 4 mai 1942 à Managua est un homme politique nicaraguayen. Il est l'un des cinq membres de la Junte de reconstruction nationale qui a dirigé le pays de 1979 à 1984, après la chute du régime de Somoza.

## Jeunesse
Né à Managua le 4 mai 1942, d'une mère nicaraguayenne et d'un père palestinien originaire de Gaza,, Moisés Hassan a étudié l'ingénierie à l'Université nationale autonome du Nicaragua (UNAN). En 1968, il a obtenu un doctorat en physique de l'Université d'État de la Caroline du Nord à Raleigh.

## Carrière et militantisme
Hassan était un dissident de longue date et l'un des premiers membres du FSLN. Il a participé à sa première manifestation contre la dictature de Somoza en 1958 et a été emprisonné à plusieurs reprises pour son engagement politique. Il a rejoint le FSLN à ses débuts dans les années 1960 et était une figure clé de l'organisation au moment où le soulèvement a culminé à la fin des années 1970, ayant organisé un réseau d'opposition dans les bidonvilles de Managua.
Il était le doyen du Collège des sciences et des lettres de l'UNAN jusqu'à ce qu'il rejoigne la lutte contre le régime de Somoza en 1978. Il était à la tête de l'Association nationale des professeurs, une organisation militante, et en est devenu le délégué au Mouvement populaire uni, une coalition de groupes civiques soutenant les Sandinistes, qu'il a fondée en 1978,.
Il a mené aux côtés d'autres figures du FSLN le soulèvement de septembre 1978 contre le régime.
En 1979, il rejoint la Junte de reconstruction nationale (RN) composée de cinq membres, aux côtés d'autres chefs sandinistes : l'intellectuel Sergio Ramírez, le commandant et futur président Daniel Ortega, ainsi que Violeta Chamorro, veuve de l'éditeur La Prensa Pedro Joaquín Chamorro Cardenal, et l'homme d'affaires Alfonso Robelo. Hassan a quitté la Junte de reconstruction nationale en mars 1981.
Hassan a été ministre de la Construction jusqu'à ce qu'il devienne vice-ministre de l'Intérieur en mai 1983. De 1984 à 1988, il a été maire de Managua . Ses compétences techniques l'ont rendu précieux à ce titre, face aux inondations persistantes dans la capitale{.
Hassan a quitté le FSLN en 1988. Il a été démis de ses fonctions de maire pour ne pas avoir suivi les ordres de la direction nationale du FSLN, composée de neuf membres, opposé aux membres les plus radicaux que sont Tomás Borge et Bayardo Arce. Hassan a quitté le parti peu de temps après.
Le 16 décembre 2009, il publie La maldición de Güegüense.
Ses archives sont conservées à la Hoover Institution Library and Archives de l'Université Stanford, qui les a acquises en 2002.